# Летовице
Летовице (чеш. Letovice, бывш. нем. Lettowitz) — город в районе Бланско, Южноморавский край, Чешская Республика. Население — 6800 человек (2005 г.).

## История

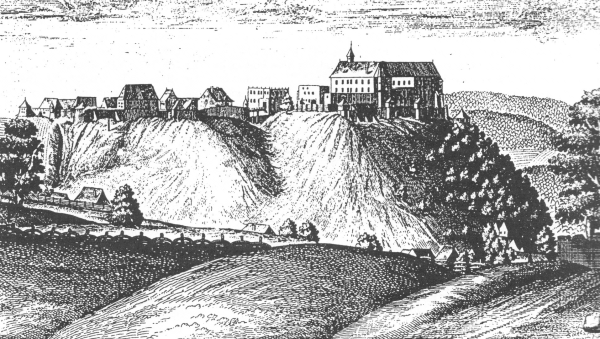
Замок Летовице в XVII веке

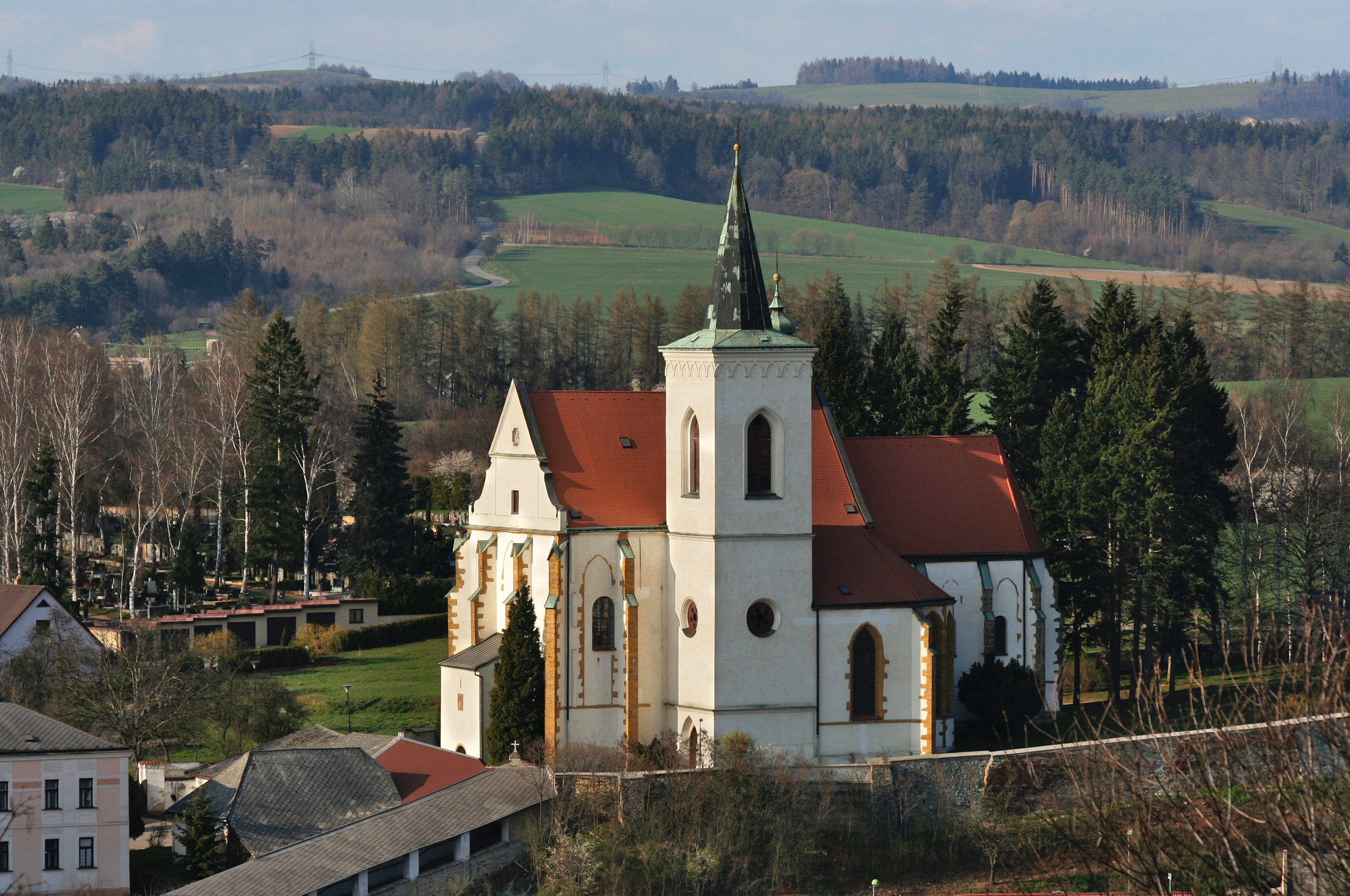
Костёл Святого Прокопия

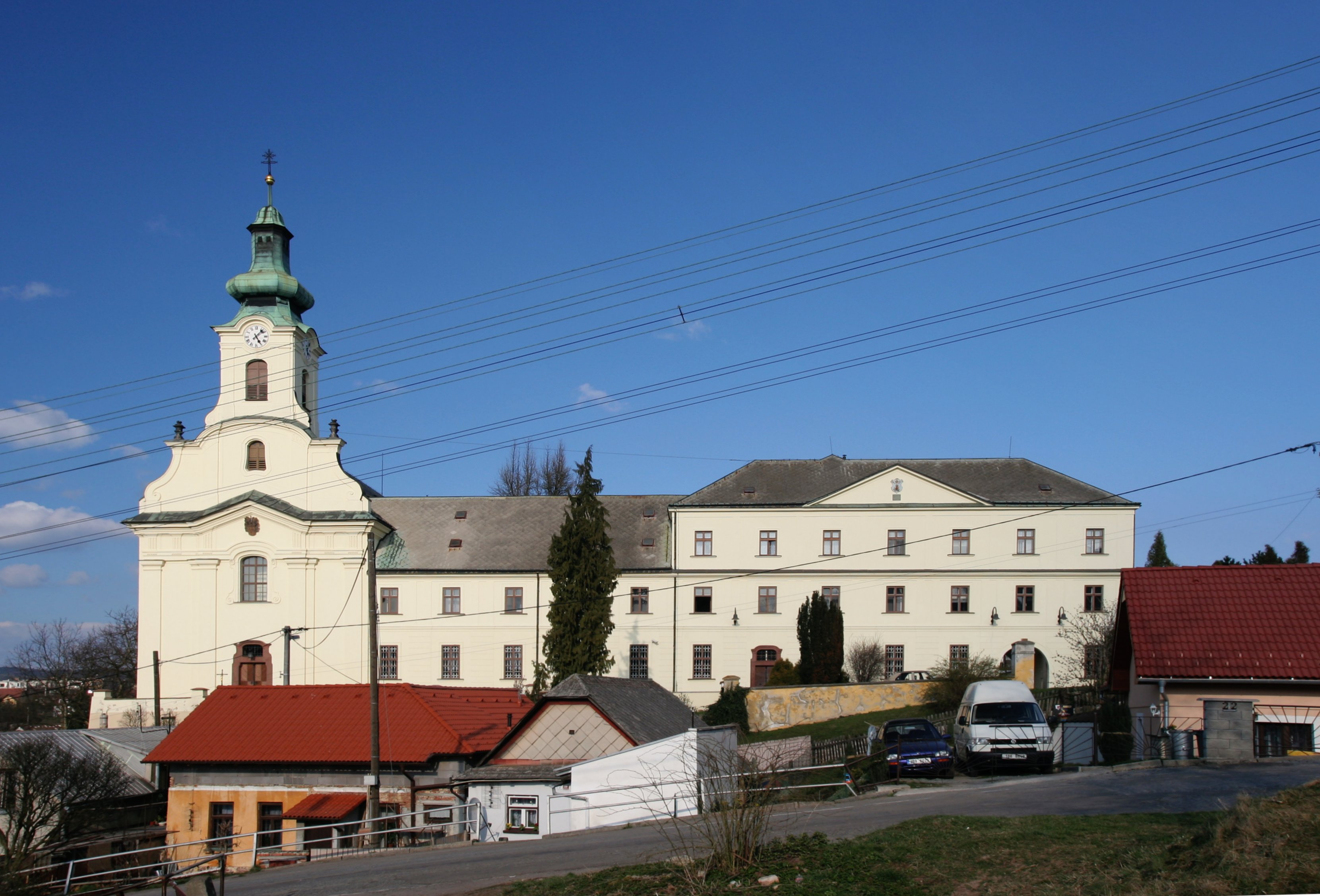
Летовицкий монастырь

- Ранний каменный век — первые признаки поселения в долине, где теперь находится город.
- Бронзовый век — найдены бронзовые предметы лужицкой культуры — копья и топор с ручкой и наконечником.
- Железный век —
- Римский период — археологами найдены монеты императора Траяна (правил 98-117 н. э.), Аврелиан (правил в 270—275 н. э.), и императора Константин I (правил в 306—337 гг.)
- Период великого переселения народов — около VI века, первые поселения славян, что подтверждает находка статуи бога, и голова сделанная в 1840 году.
- 1145 — год первого письменного упоминания о Летовице.
- 1241 — Летовице были разграблены татарами, которые отправились из Оломоуца (монгольского нашествия в Моравии 1241 г.).
- 1399 — Завоевание Кунштата.
- 1424 — гуситы захватили крепость и сожгли весь город.
- 1505 — Ладислав Бошкович
- 1645 — город и замок завоевали шведы.
- 1648 — город был сожжен шведами.
- 1674 — спустя двадцать лет после окончания Тридцатилетней войны, две трети домов в городе по-прежнему пустуют.
- 1754 — построен завод по производству тканей, к концу XVIII века завод стал крупнейшим в Моравии.
- 1782 — Иосиф II. предоставил городу право торговли шерстью.
- 1848 — Летовице были переданы под управление района Бесковисе.
- 1 января 1849 — запуск линии Брно — Ческа-Тршебова. Летовице стало частью первого железнодорожного коридора.
- 13 ноября 1936 — Летовице получил статус города
- 1960 — Летовице вошла в состав района Бланско.

## Достопримечательности
- Замок Летовице[7] XIV века
- Кельтский музей под открытым небом Исарно
- Водонапорная башня (1911 год)
- Готический костёл Святого Прокопия (1370—1380) со средневековыми дворянскими захоронениями
- Бонифратрский монастырь в стиле барокко (1751—1784) с костёлом Святого Вацлава и больницей XVIII века
- Замковый парк в романтически-готическом стиле

## Население
| Год  | Численность | Численность |
| ---- | ----------- | ----------- |
| 1869 | 5152        | [ 8 ]       |
| 1880 | 5054        | [ 8 ]       |
| 1890 | 5561        | [ 8 ]       |
| 1900 | 6121        | [ 8 ]       |
| 1910 | 6850        | [ 8 ]       |
| 1921 | 6562        | [ 8 ]       |
| 1930 | 6468        | [ 8 ]       |
| 1950 | 6196        | [ 8 ]       |
| 1961 | 6336        | [ 8 ]       |
| 1970 | 6483        | [ 8 ]       |
| 1980 | 6847        | [ 8 ]       |
| 1991 | 6608        | [ 8 ]       |
| 2001 | 6640        | [ 8 ]       |
| 2014 | 6712        | [ 9 ]       |
| 2016 | 6746        | [ 10 ]      |
| 2017 | 6723        | [ 11 ]      |
| 2018 | 6744        | [ 12 ]      |
| 2019 | 6745        | [ 13 ]      |
| 2020 | 6745        | [ 14 ]      |
| 2021 | 6720        | [ 15 ]      |
| 2022 | 6669        | [ 16 ]      |
| 2023 | 6967        | [ 17 ]      |
| 2024 | 7215        | [ 18 ]      |
| 2025 | 7124        | [ 5 ]       |

## Города-побратимы
- Стариград, Хорватия